# Quartier d'affaires de Bab Ezzouar
Le quartier d'affaires de Bab Ezzouar est un quartier d'affaires situé dans la commune de Bab Ezzouar à Alger.
Le quartier d'affaires concentre les sièges sociaux de nombreuses banques, compagnies d'assurance et grandes entreprises multinationales.

## Histoire
Le projet de construction d'un quartier d'affaires tourné vers le tertiaire naît au milieu des années 2000.
La première pierre est posée par le président de la République Abdelaziz Bouteflika en 2006.

## Principales tours construites ou en projet

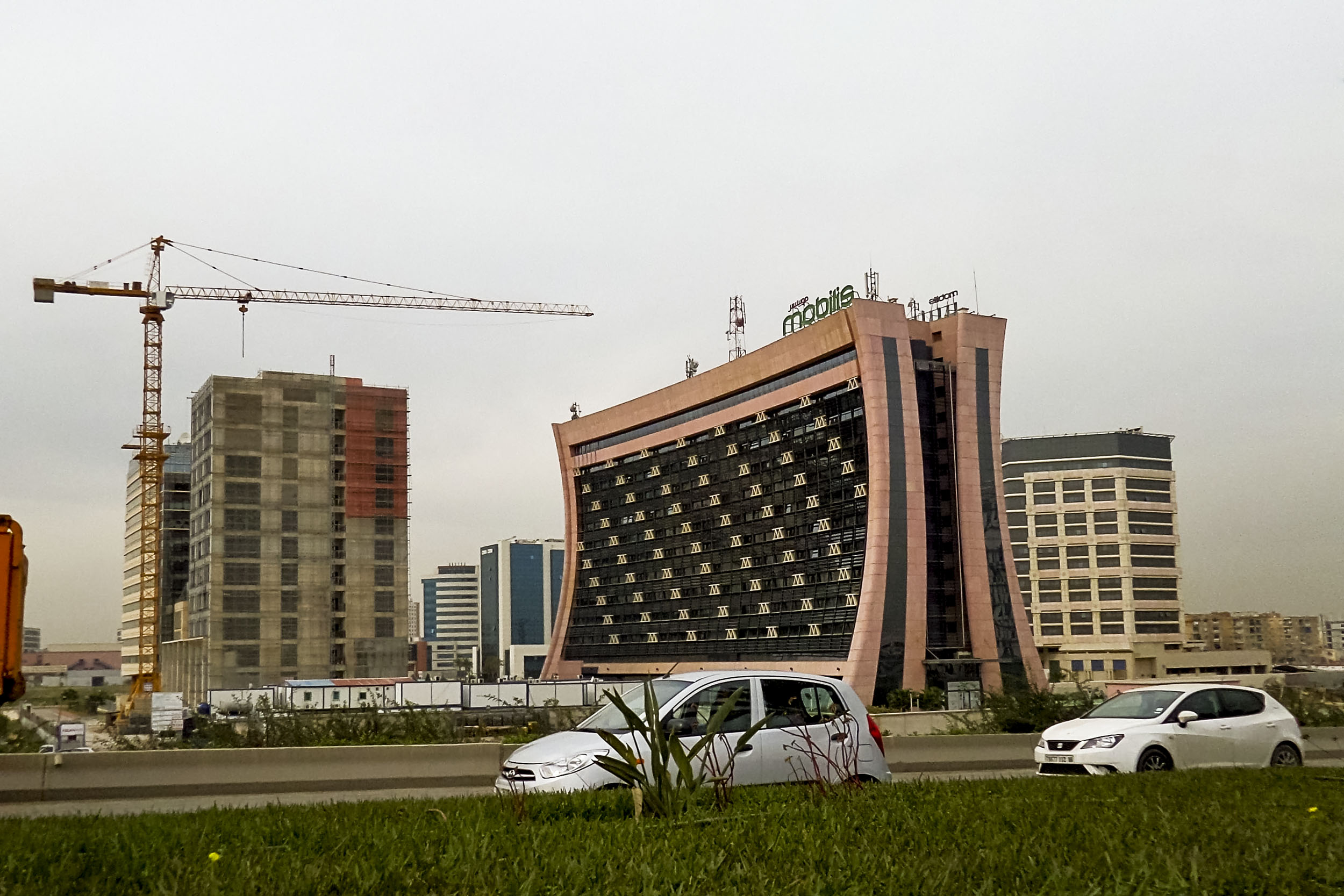
Travaux de construction d'un immeuble.

Le quartier abrite et abritera les futurs sièges sociaux de diverses entreprises (appartenant a plusieurs secteurs) parmi lesquelles : ATM Mobilis, Algérie Poste, Natixis Algérie ; BNP Paribas El Djazaïr, SG Algérie, BADR , BNA, BEA, CPA, Al Baraka Banque Algérie, Cash Assurances, SAA Assurances, Alliance Assurances, CMA-CGM Algérie, Faderco, Air Algérie, Swatch Algérie, Huawei Algérie, KPMG Algérie
Le quartier est également censé abriter  un palais des congrès en plus du siège du Fonds national de péréquation des œuvres sociales (FNPOS) et de la caisse nationale du logement (CNL).
Le groupe chinois CSCEC construit un complexe d'affaires nommé l'Oriental Business Park, composé de bâtiments de bureaux, un complexe sportif, une résidence hôtelière ainsi que divers jardins et lieux de détentes.
Dans le secteur des loisirs , le quartier des affaires possède : un parc urbain de 60 000 m², ainsi que deux centres commerciaux : celui du trust complex qui est toujours en construction et l’autre inauguré en 2010 et d’une superficie de 100 000 m²  Centre commercial et de loisirs de Bab Ezzouar

## Transports en commun
Le quartier des affaires est desservi par plusieurs lignes :
- Gare de Bab Ezzouar :

La gare est desservie par les trains du réseau ferré de la banlieue d'Alger par les liaisons suivante
- - Alger - Thénia
  - Alger - Aéroport Houari Boumédiène

- future station de métro Centre des Affaires :
  - En 2024, le quartier sera desservi par la ligne 1 du métro d'Alger , qui permettra au quartier d'être relié à l'aéroport d'Alger ainsi qu'aux différents pôles résidentiels  et universitaires  .